# Погорелка (Павловский район)
Погоре́лка — деревня в Павловском районе Нижегородской области. Входит в состав городского поселения город Горбатов. Расположена на правом берегу реки Оки.
В настоящее время в деревне постоянно проживает 17 человек. Имеется 12 личных хозяйств. Летом население увеличивается за счёт дачников.
Связь с соседними населёнными пунктами — по просёлочным дорогам. Магазина нет. Автолавка — два раза в неделю. Вода — из колонки.